# Сологуб Вадим Миколайович
Вадим Миколайович Сологуб (нар. 11 березня 2004, Гнівань, Вінницька область, Україна) — український футболіст, правий вінгер польського аматорського клубу «Тарпан» (Мроча).

## Клубна кар'єра
Народився у місті Гнівань Вінницької області. Футболом почав займатися у місцевому «Будівельнику», перший тренер — Олександр Квятковський. У чемпіонатах ДЮФЛУ провів 74 матчі, в яких забив 23 голи, за вінницьку «Прем'єр-Ниву» та львівські «УФК-Карпати».
Узимку 2021 році перейшов з «Карпат» до львівського «Руху». Сологуб грав за юнацьку команду «жовто-чорних», а також за дубль «Рух-2» в Прем'єр-лізі Львівської області. В першій половині сезону 2022/23 виступав за першоліговий «Гірник-Спорт».
31 березня 2023 підписав контракт з харківським «Металістом 1925». Контракт було розраховано до кінця 2026 року, але клуб розірвав його вже 6 листопада 2023 року через те, що Вадим нехтував тренувальним процесом.
У 2024 році виїхав з України і в серпні став гравцем аматорського клубу «Тарпан» (Мроча), аутсайдера п'ятого дивізіону чемпіонату Польщі.